# 1982 v športu
1982 v športu.

## Avto - moto šport
- Formula 1: Keke Rosberg, Finska, je slavil z eno samo zmago in 44 točkami, konstruktorski naslov je šel v roke moštvu Ferrariju z osvojenimi 74 točkami
- 500 milj Indianapolisa: slavil je Gordon Johncock, ZDA, z bolidom Wildcat/Cosworth, za moštvo STP Patrick Racing Team[1]

## Kolesarstvo
- Tour de France 1982: Bernard Hinault, Francija, njegov četrti naslov od skupno petih
- Giro d'Italia: Bernard Hinault, Francija, njegov drugi naslov od skupno treh

## Košarka
- Pokal evropskih prvakov: Pallacanestro Cantù
- NBA: Los Angeles Lakers slavijo s 4 proti 2 v zmagah nad Philadelphia 76ers, MVP finala je Magic Johnson[2]
- SP 1982, Kolumbija, Cali: 1. Sovjetska Zveza, 2. ZDA, 3. Jugoslavija[3]

## Nogomet
- Pokal državnih prvakov: Aston Villa slavi z 1-0 proti ekipi Bayern München[4]
- Svetovno prvenstvo v nogometu – Španija 1982: Italija slavi pred Zahodno Nemčijo s 3-1, tretja je Poljska[5]

## Smučanje
- Alpsko smučanje:  
  - Svetovni pokal v alpskem smučanju, 1982: 
    - Moški: Phil Mahre, ZDA[6]
    - Ženske: Erika Hess, Švica[7]

  - Svetovno prvenstvo v alpskem smučanju – Schladming 1982: 
    - Moški:
    - Slalom: Ingemar Stenmark, Švedska
    - Veleslalom: Steve Mahre, ZDA
    - Smuk: Harti Weirather, Avstrija
    - Kombinacija: Michel Vion, Francija
    - Ženske:
    - Slalom: Erika Hess, Švica
    - Veleslalom: Erika Hess, Švica
    - Smuk: Gerry Sorensen, Kanada
    - Kombinacija: Erika Hess, Švica
- Nordijsko smučanje:  
  - Svetovni pokal v smučarskih skokih 1982: 
    - Moški: 1. Armin Kogler, Avstrija, 2. Hubert Neuper, Avstrija, 3. Horst Bulau, Kanada[8]
    - Pokal narodov: 1. Avstrija, 2. Norveška, 3. Finska

  - Svetovno prvenstvo v nordijskem smučanju – Oslo 1982: 
    - Smučarski skoki: 
      - Srednja skakalnica: Armin Kogler, Avstrija
      - Velika skakalnica: Matti Nykänen, Finska
      - Ekipno: 1. Norveška, 2. Avstrija, 3. Finska

## Tenis
- Turnirji Grand Slam za moške:
  - 1. Odprto prvenstvo Avstralije: Johan Kriek, ZDA[9]
  - 2. Odprto prvenstvo Francije: Mats Wilander, Švedska
  - 3. Odprto prvenstvo Anglije – Wimbledon: Jimmy Connors, ZDA[10]
  - 4. Odprto prvenstvo ZDA: Jimmy Connors, ZDA
- Turnirji Grand Slam za ženske:
  - 1. Odprto prvenstvo Avstralije: Chris Evert, ZDA[11]
  - 2. Odprto prvenstvo Francije: Martina Navratilova, ZDA
  - 3. Odprto prvenstvo Anglije – Wimbledon: Martina Navratilova, ZDA[12]
  - 4. Odprto prvenstvo ZDA: Chris Evert, ZDA
- Davisov pokal: ZDA slavi s 4-1 nad Francijo[13]

## Hokej na ledu
- NHL – Stanleyjev pokal: New York Islanders slavijo s 4 proti 0 v zmagah nad Vancouver Canucks
- SP 1982: 1. Sovjetska zveza, 2. Češkoslovaška, 3. Kanada[14]

## Rojstva
- 5. januar: Janica Kostelić, hrvaška alpska smučarka
- 5. januar: Jaroslav Plašil, češki nogometaš
- 15. januar: Egon Murič, slovenski hokejist
- 22. januar: Martin Koch, avstrijski smučarski skakalec
- 23. januar: Karol Bielecki, poljski rokometaš
- 27. januar: Maja Benedičič, slovenska smučarska tekačica
- 25. februar: Flavia Pennetta, italijanska tenisačica
- 30. marec: Jure Natek, slovenski rokometaš
- 21. april: Tomaž Nose, slovenski kolesar
- 22. april: Kaká, brazilski nogometaš
- 30. april: Matej Hočevar, slovenski hokejist
- 10. maj: Stefanos Dedas, grški košarkarski trener
- 20. maj: Petr Čech, češki nogometaš
- 13. junij: Kenenisa Bekele, etiopski atlet
- 28. junij: Aleš Mušič, slovenski hokejist
- 3. julij: Boštjan Groznik, slovenski hokejist
- 5. julij: Alberto Gilardino, italijanski nogometaš
- 5. julij: Beno Udrih, slovenski košarkar
- 9. julij: Boštjan Cesar, slovenski nogometaš
- 2. avgust: Luka Elsner, slovenski nogometaš in trener
- 4. avgust: Rubinho, brazilski nogometaš
- 9. avgust: Tyson Gay, ameriški atlet
- 24. avgust: Anders Bardal, norveški smučarski skakalec
- 25. avgust: Primož Pikl, slovenski smučarski skakalec
- 31. avgust : Pepe Reina, španski nogometaš
- 11. september: Nick Martens, ameriški hokejist
- 13. september: Miha Zupan, slovenski košarkar
- 27. september: Petra Nareks, slovenska judoistka
- 6. oktober: Sandrine Aubert , francoska alpska smučarka
- 13. oktober: Aleksandar Ćapin, slovenski košarkar
- 17. oktober: Marion Rolland, francoska alpska smučarka
- 23. december: Matjaž Brumen, slovenski rokometaš
- 26. december: Aksel Lund Svindal, norveški alpski smučar

## Smrti
- 3. marec: Sepp Bradl, avstrijski smučarski skakalec (* 1918)
- 30. marec: Armando Filiput, italijanski atlet (* 1923)
- 24. april: Ville Ritola, finski atlet (* 1896)
- 8. maj: Gilles Villeneuve, kanadski dirkač Formule 1 (* 1950)
- 13. maj: Věra Pužejová Suková, češka tenisačica (* 1931)
- 11. maj: Åke Andersson, švedski hokejist (* 1918)
- 1. junij: Harald Ertl, avstrijski dirkač formule 1 (* 1948)
- 13. junij: Riccardo Paletti, italijanski dirkač Formule 1 (* 1958)
- 29. november: Percy Williams, kanadski atlet (* 1908)
- ? november: Eleanor Goss-Lanning, ameriška tenisačica (* 1895)
- 7. december: Harry Jerome, kanadski atlet (* 1940)
- 16. december: Colin Chapman, britanski dirkač Formule 1 (* 1928)